# May (Oklahoma)
May es un pueblo ubicado en el condado de Harper en el estado estadounidense de Oklahoma. En el año 2010 tenía una población de 39 habitantes y una densidad poblacional de 78 personas por km².

## Geografía
May se encuentra ubicado en las coordenadas 36°37′00″N 99°44′58″O / 36.616536, -99.749363 (36.616536, -99.749363).

## Demografía
Según la Oficina del Censo en 2000 los ingresos medios por hogar en la localidad eran de $45.625 y los ingresos medios por familia eran $50.313. Los hombres tenían unos ingresos medios de $30,833 frente a los $19.167 para las mujeres. La renta per cápita para la localidad era de $20.319. Alrededor del 0 % de la población estaban por debajo del umbral de pobreza.